# سیارک ۲۱۴
سیارک ۲۱۴ (به انگلیسی: 214 Aschera) دویست و چهاردهمین سیارک کشف شده‌است که در ۲۹ فوریه ۱۸۸۰ کشف شد.
قدر مطلق سیارک برابر ۹٫۵۰ است.